# Koszkient
Koszkient (ros. Кошкент) – wieś w Rosji, w Dagestanie, w rejonie chiwskim. W 2010 liczyła 645 mieszkańców, głównie Lezginów.